# عين عكرين
عين عكرين هي قرية لبنانية من قرى قضاء الكورة في محافظة الشمال. تبعد عن بيروت مسافة 90 كلم وترتفع عن سطح البحر مسافة 640 م.